# العلاقات الغانية القبرصية
العلاقات الغانية القبرصية هي العلاقات الثنائية التي تجمع بين غانا وقبرص.

## مقارنة بين البلدين
هذه مقارنة عامة ومرجعية للدولتين:
| وجه المقارنة                                              | غانا         | قبرص                                                                 |
| --------------------------------------------------------- | ------------ | -------------------------------------------------------------------- |
| المساحة (كم2)                                             | 238.53 ألف   | 9.24 ألف                                                             |
| عدد السكان (نسمة)                                         | 26.91 مليون  | 1.14 مليون                                                           |
| الكثافة السكانية (ن./كم²)                                 | 112.82       | 123.38                                                               |
| العاصمة                                                   | أكرا         | نيقوسيا                                                              |
| اللغة الرسمية                                             | لغة إنجليزية | اليونانية الحديثة، اللغة التركية، لغة يونانية                        |
| العملة                                                    | سيدي غاني    | يورو، جنيه قبرصي                                                     |
| الناتج المحلي الإجمالي (بليون دولار)                      | 47.33 مليار  | 21.65 مليار                                                          |
| الناتج المحلي الإجمالي (تعادل القوة الشرائية) بليون دولار | 115.41 مليار | 26.73 مليار                                                          |
| الناتج المحلي الإجمالي الاسمي للفرد دولار أمريكي          | 1.37 ألف     | 23.24 ألف                                                            |
| الناتج المحلي الإجمالي للفرد دولار أمريكي                 | 4.08 ألف     | 30.24 ألف                                                            |
| مؤشر التنمية البشرية                                      | 0.579        | 0.850                                                                |
| رمز المكالمات الدولي                                      | +233         | +357                                                                 |
| رمز الإنترنت                                              | .gh          | .cy                                                                  |
| المنطقة الزمنية                                           | 00           | ت ع م+02:00، ت ع م+03:00، توقيت شرق أوروبا، توقيت شرق أوروبا الصيفي ‏ |

## منظمات دولية مشتركة
يشترك البلدان في عضوية مجموعة من المنظمات الدولية، منها:
| علم المنظمة | اسم المنظمة                               | تاريخ انضمام غانا | تاريخ انضمام قبرص |
| ----------- | ----------------------------------------- | ----------------- | ----------------- |
|             | مؤسسة التنمية الدولية                     | 29 ديسمبر 1960    | 2 مارس 1962       |
|             | يونسكو                                    | 11 أبريل 1958     | 6 فبراير 1961     |
|             | مؤسسة التمويل الدولية                     | 3 أبريل 1958      | 2 مارس 1962       |
|             | منظمة حظر الأسلحة الكيميائية              | ?                 | ?                 |
|             | الأمم المتحدة                             | 8 مارس 1957       | 20 سبتمبر 1960    |
|             | الاتحاد الدولي للاتصالات                  | 17 مايو 1957      | 24 أبريل 1961     |
|             | منظمة الشرطة الجنائية الدولية             | ?                 | ?                 |
|             | البنك الدولي للإنشاء والتعمير             | 20 سبتمبر 1957    | 21 ديسمبر 1961    |
|             | الاتحاد البريدي العالمي                   | ?                 | ?                 |
|             | المركز الدولي لتسوية المنازعات الاستشارية | 14 أكتوبر 1966    | 25 ديسمبر 1966    |
|             | وكالة ضمان الاستثمار متعدد الأطراف        | 29 أبريل 1988     | 12 أبريل 1988     |
|             | منظمة التجارة العالمية                    | ?                 | ?                 |
|             | الفريق المعني برصد الأرض                  | ?                 | ?                 |
|             | دول الكومنولث                             | ?                 | ?                 |

## وصلات خارجية
- موقع وزارة الخارجية الغانية
- موقع وزارة الخارجية القبرصية